# Dryopteris initialis
Dryopteris initialis är en träjonväxtart som beskrevs av Fraser-jenkins och Corley. Dryopteris initialis ingår i släktet Dryopteris och familjen Dryopteridaceae. Inga underarter finns listade.